# Öntöttvas

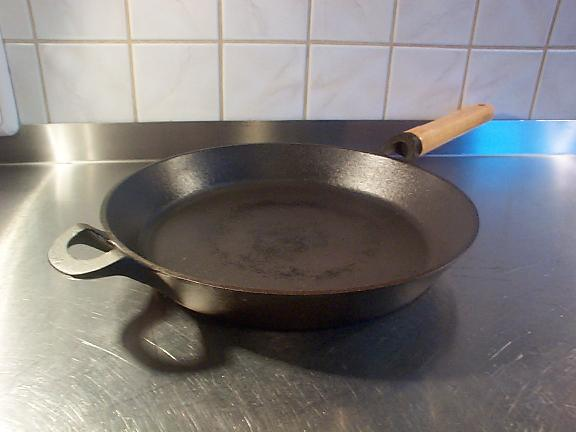
Öntöttvas serpenyő

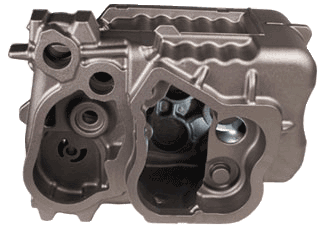
Öntöttvas hajtóműház

Vas-szén állapotábra
' - széntartalom (súly %)
' - hőmérséklet (°C)
A - perlit eutektoid
B - ledeburit eutektikum
a - α + perlit
b - Fe_{3}C + ledeburit + perlit
c - Fe_{3}C + ledeburit
d - cementit (Fe_{3}C) + grafit
e - ferrit α
f - α + γ
g - ausztenit γ
h - γ + Fe_{3}C + ledeburit
i - Fe_{3}C + ledeburit
j - γ + folyékony
k - folyékony
l - folyékony + Fe_{3}C
m - δ + γ
n - δ
o - γ + folyékony

Az öntöttvas a vas öntéssel előállított ötvözete, mely szenet, szilíciumot, mangánt, foszfort, ként és más összetevőket tartalmaz, 2−3,6% széntartalommal, a szén grafit vagy cementit alakjában van jelen az ötvözetben. A szén tényleges formája az öntvény lehűlési sebességétől függ. A lassú lehűlés grafitkiválással jár. Az ötvözők hozzáadása is szerepet játszik: a szilícium a grafit kiválását segíti, a mangán pedig stabilizálja a cementitet.
Az öntöttvasat a nyersvas átolvasztásával nyerik ócskavas hozzáadásával az úgynevezett kupolókemencékben. Az így előállított anyag öntvények készítésére alkalmas. Az öntöttvas öntési zsugorodása (az a hosszméretcsökkenés, mely a forró olvadék lehűlésekor áll elő) csekély, 1,0% és 2% közötti érték, könnyen kitölti a formát, lehűlés után könnyen megmunkálható. Az öntöttvasból előállított termékek az élek lecsiszolása, hozzáfolyások és felöntések levágása után további megmunkálás nélkül is felhasználhatók (pl. lámpaoszlopok, vaskályhák stb.) A temperálással csökkenteni lehet a lehűléskor kialakuló belső feszültségeket, melyek az öntvények torzulását vagy tönkremenetelét okozhatják. Az öntöttvas a magas széntartalom miatt jó korrózióállósággal rendelkezik és jól csillapítja a rezgéseket, emiatt szerszámgépállványnak igen megfelelő anyag.
Az öntöttvas hátránya, hogy szilárdsága az acélnál jóval kisebb, rideg anyag, folyás nélkül, azonnal törik. Nyomószilárdsága sokkal nagyobb húzószilárdságánál.

## Az öntöttvas fajtái
- Szürke vasöntvény Lemezes grafitot tartalmaz. Nevét onnan kapta, hogy törete a grafit miatt szürke színű. Ez a leggyakrabban előforduló, legegyszerűbben gyártható öntöttvasfajta.
- Gömbgrafitos vasöntvény A kivált szén alakja gömb. Emiatt a szilárdsága lényegesen meghaladja a szürkeöntvényét, vetekszik bizonyos acélfajtákkal.
- Kéregöntvény Az öntőforma egy része vasból készül, abból a célból, hogy a közelében lévő olvadék gyorsan hűljön le és így kemény kéreg képződjék a létrejövő ledeburit miatt. Híressé váltak Ganz Ábrahám kéregöntésű vasúti ikerkerekei, melyek a kemény kéreg miatt az akkori közönséges öntöttvas vasúti kerekek élettartamának többszörösét érték el, és ezért nagy mennyiséget exportra is gyártottak belőlük.
- Fehér vasöntvény A teljes keresztmetszet grafitmentes, cementites és ledeburitos szerkezetű, igen kemény anyag.
- Fehér temperöntvény Vékony falú öntöttvasat egy redukáló atmoszférában izzítják ~980 °C-on, a hőkezelés során a karbontartalom 3%-ról 0,1%-ra csökken (tehát acél lesz belőle).
- Fekete temperöntvény Ledeburitosan dermedő öntöttvasat ~900 °C-ra hevítenek egy semleges atmoszférában. Az egyensúlyra való törekvés miatt a ledeburit elbomlik és csomós tempreszén keletkezik, ezzel az ötvözetnek kedvezőbb szilárdsággal fog rendelkezni, mint a stabil dermedéssel létrejött lemezes grafitos szerkezet.